# Szlovák női kézilabda-válogatott
A szlovák női kézilabda-válogatott Szlovákia nemzeti csapata, amelyet a Szlovák Kézilabda-szövetség irányít.

## Eredmények nemzetközi tornákon
Szlovákia 1993-ban elnyert függetlenségét követően a csapat részt vett az 1994-es női kézilabda-Európa-bajnokságon; valamint az 1995-ös női kézilabda-világbajnokságon; mindkét alkalommal a 12. helyen végzett.

## A válogatott helyezései a nemzetközi tornákon

### Világbajnokság
- 1993: Az egyesített Cseh és Szlovák Köztársaság csapat részeként vett részt
- 1995: 12. hely
- 1997–2019: Nem jutott ki
- 2021: 26. hely
- 2023: Nem jutott ki

### Európa-bajnokság
- 1994: 12. hely
- 1996–2012: Nem jutott ki
- 2014: 12. hely
- 2016–2022: Nem jutott ki
- 2024: 24. hely
- 2026: Kijutott, mint társrendező

## További cikkek
- Szlovák férfi kézilabda-válogatott

## További információ
- Hivatalos honlap Archiválva 2010. december 13-i dátummal a Wayback Machine-ben
- A csapat IHF-profilja